# 漢氏四梳魨
漢氏四梳魨為輻鰭魚綱魨形目四齒魨亞目四齒魨科的其中一種，為亞熱帶海水魚，分布於澳洲海域，體長可達14公分，棲息在沿岸淺水域，成群活動，生活習性不明。